# Ana María Zeno
Ana María Zeno (7 de juny de 1922, Rosario, província de Santa Fe - 31 de juliol de 2011, íd.)va ser una metgessa generalista, professora, ginecòloga, sexòloga argentina, amb especial èmfasi en la problemàtica de l'educació sexual, i especialitzada en medicina social, pionera de la contracepció.

## Primers anys
Filla del destacat cirurgià Artemio Zeno i Maria Antonieta, que organitzaven tertúlies d'artistes a casa seva, i neboda d'un altre notable cirurgià, Lelio Zeno, el 1948 va obtenir el títol de metgessa per la Universitat Nacional del Litoral, a la Facultat de Medicina, Farmàcia i Ramos Menores (avui Facultat de Medicina, depenent de la Universitat Nacional de Rosario, UNR). I el 1968, el doctorat en Medicina.

## Activitat professional
En els anys 70 Zeno va ser una pionera de l'anticoncepció, un tema en què ginecòlegs i obstetres mantenien discussions i controvèrsies.
| « | «Moltes persones pensen que l'educació sexual és lliurar anticonceptius i preservatius a l'atzar, i encara qüestionen aquests mètodes gairebé sempre per creences religioses. Però aleshores, com es lluita contra la sida? Tant la religió com la llei haurien d'actualitzar-se i incorporar nous conceptes perquè la gent sigui més responsable sexualment, i s'evitin avortaments». | » |

Va escriure abundamentemente en columnes d'opinió i en cartes dels lectors en periòdics locals i nacionals. Al costat del seu marit, el metge psiquiatre N. Luque, va instal·lar un consultori en el domicili particular.
Va ser una precursora en els temes reproductius de la dona. Quan encara es parlava poc de l'educació sexual, Ana María Zeno promovia i formava orientadors i professionals en la matèria. Com a ginecòloga va impulsar l'obertura d'espais per a l'atenció d'adolescents amb problemàtiques sexuals als hospitals, proclamant, tant en la seva vida professional com personal, la importància de parlar sobre aquests temes i de comptar amb polítiques de salut sexual i reproductiva.
El 1978 va ser membre fundadora de l'«Associació Rosarina d'Educació Sexual» (ARES), i el 1983 de l'Institut Kinsey de Sexologia de Rosario (IKSR). Va exercir càrrecs a nivell municipal, provincial i nacional.

## Vida privada
Era mare de dues filles, una de les quals desapareguda durant la dictadura militar argentina, assassinada el 1976, en la Masacre de Palomitas, a Saltai, i mai va abandonar la seva lluita pels drets de la dona.

## Honors
- El 9 de desembre de 2009, l'Institut Naconal contra la Discriminació, la Xenofòbia i el Racisme, del Ministeri de Justícia, Seguretat i Drets Humans de la Nació delegació Santa Fe, al costat de la Cambra de Diputats de la província, li fan homenatge.

- L'Octubre de 2005 va ser reconeguda pel Consell Municipal de Rosario, com a «Metgessa distingida».

- Guardó Ana del Valle 2006[Enllaç no actiu], per la Fundació Roberto A. Rovere, màxima distinció a la labor transcendental de la Dona en la Societat Contemporània.

- Membre de la Societat Sexològica Argentina, i del seu Comitè d'Ètica des de 2005 fins al seu decés.[4]